# Ostafrikanischer Lungenfisch
Der Ostafrikanische Lungenfisch (Protopterus amphibius) kommt in ostafrikanischen Küstenregionen von Somalia bis Kenia und im Delta des Sambesi vor. Es gibt auch Meldungen über Vorkommen im tansanischen Rukwasee, im Stromgebiet des Ruaha und aus dem südlichen Afrika, die bisher aber nicht bestätigt werden konnten.

## Merkmale
Der Ostafrikanische Lungenfisch erreicht eine Maximallänge von 44,3 cm bei einer Durchschnittslänge von 30 cm und ist damit die kleinste Lungenfischart. Sein Körper ist langgestreckt, vorne im Querschnitt rund und hinter den Brustflossen seitlich abgeflacht. Wie bei allen nichtaustralischen Lungenfischen sind Brust- und Bauchflossen zu fleischigen Fäden reduziert. Vom Westafrikanischen Lungenfisch (Protopterus annectens) unterscheidet sich der Ostafrikanische Lungenfisch vor allem durch seinen relativ langen Kopf, dessen Länge etwa ein Drittel des Abstandes von der Schnauzenspitze bis zum Anus beträgt, die geringe Anzahl von Rippenpaaren (27 bis 29 versus 40 bis 50) und die weiter vorn ansetzende Rückenflosse. Wie die Westafrikanischen Lungenfische – und im Unterschied zu den beiden anderen afrikanischen Lungenfischarten – besitzen Ostafrikanische Lungenfische auch als große, ausgewachsene Tiere noch drei kurze, fingerförmige externe Kiemenbüschel. Ostafrikanische Lungenfische sind blaugrau bis dunkelgrau gefärbt und ungefleckt oder besitzen einzelne kleine Flecken auf den Körperseiten. Der Bauch ist hellgrau bis dunkel und weiß gefleckt, manchmal auch ganz weißlich. Charakteristisch ist die dunkle, mit weißen Flecken gemusterte Kopfunterseite.

## Lebensweise
Ostafrikanische Lungenfische leben in Sümpfen und während der Regenzeit auf ebenen Überschwemmungsflächen. Die Trockenzeit überleben sie in selbstgeschaffenen Schleimkokons in der Erde vergraben bis zum Einsetzen der nächsten Regenzeit.